# Villers-Écalles
Pour les articles homonymes, voir Villers et Écalles.
Villers-Écalles est une commune française située dans le département de la Seine-Maritime en région Normandie.
Elle appartient à une agglomération d'environ 20 000 habitants en 2013, l'unité urbaine de Barentin.

## Géographie

### Localisation
Commune du Rouennais voisine de Barentin, et de Pavilly, Villers-Écalles est située entre Rouen et Yvetot.

### Communes limitrophes
| Bouville   | Mesnil-Panneville            | Pavilly                      |
| Saint-Paër | Villers-Écalles              | Barentin                     |
| Saint-Paër | Saint-Pierre-de-Varengeville | Saint-Pierre-de-Varengeville |

### Hydrographie
La commune est située dans le bassin Seine-Normandie. Elle est drainée par l'Austreberthe,.
L'Austreberthe, d'une longueur de 18 km, prend sa source dans la commune de Sainte-Austreberthe et se jette  dans la Seine à Duclair, après avoir traversé sept communes. Les caractéristiques hydrologiques de l'Austreberthe sont données par la station hydrologique située sur la commune de Saint-Paër. Le débit moyen mensuel est de 1,73 m3/s. Le débit moyen journalier maximum est de 11,4 m3/s, atteint lors de la crue du 26 décembre 1999. Le débit instantané maximal est quant à lui de 18,7 m3/s, atteint le 11 mai 2000.

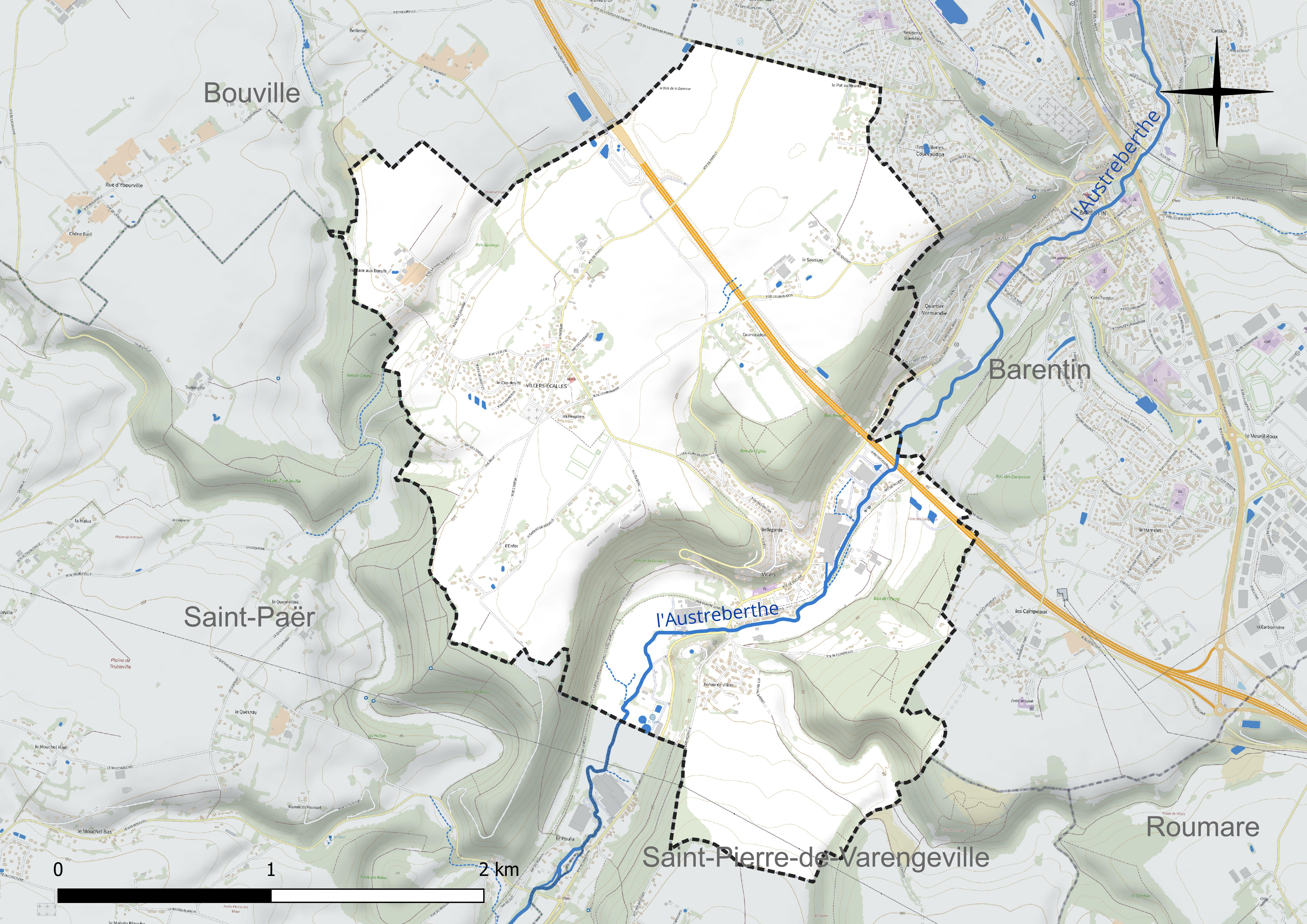
Réseau hydrographique de Villers-Écalles.

### Climat
Pour des articles plus généraux, voir Climat de la Normandie et Climat de la Seine-Maritime.
En 2010, le climat de la commune est de type climat océanique dégradé des plaines du Centre et du Nord, selon une étude du CNRS s'appuyant sur une série de données couvrant la période 1971-2000. En 2020, Météo-France publie une typologie des climats de la France métropolitaine dans laquelle la commune est exposée à un climat océanique et est dans la région climatique Côtes de la Manche orientale, caractérisée par un faible ensoleillement (1 550 h/an) ; forte humidité de l’air (plus de 20 h/jour avec humidité relative > 80 % en hiver), vents forts fréquents. Parallèlement le GIEC normand, un groupe régional d’experts sur le climat, différencie quant à lui, dans une étude de 2020, trois grands types de climats pour la région Normandie, nuancés à une échelle plus fine par les facteurs géographiques locaux. La commune est, selon ce zonage, exposée à un « climat maritime », correspondant au Pays de Caux, frais, humide et pluvieux, légèrement plus frais que dans le Cotentin.
Pour la période 1971-2000, la température annuelle moyenne est de 10,4 °C, avec une amplitude thermique annuelle de 13,2 °C. Le cumul annuel moyen de précipitations est de 869 mm, avec 13 jours de précipitations en janvier et 8,5 jours en juillet. Pour la période 1991-2020, la température moyenne annuelle observée sur la station météorologique la plus proche, située sur la commune d'Ectot-lès-Baons à 14 km à vol d'oiseau, est de 10,8 °C et le cumul annuel moyen de précipitations est de 905,5 mm,. Pour l'avenir, les paramètres climatiques de la commune estimés pour 2050 selon différents scénarios d’émission de gaz à effet de serre sont consultables sur un site dédié publié par Météo-France en novembre 2022.

## Urbanisme

### Typologie
Au 1er janvier 2024, Villers-Écalles est catégorisée ceinture urbaine, selon la nouvelle grille communale de densité à sept niveaux définie par l'Insee en 2022.
Elle appartient à l'unité urbaine de Barentin, une agglomération intra-départementale regroupant trois  communes, dont elle est une commune de la banlieue,,. Par ailleurs la commune fait partie de l'aire d'attraction de Rouen, dont elle est une commune de la couronne,. Cette aire, qui regroupe 317 communes, est catégorisée dans les aires de 200 000 à moins de 700 000 habitants,.

### Occupation des sols
L'occupation des sols de la commune, telle qu'elle ressort de la base de données européenne d’occupation biophysique des sols Corine Land Cover (CLC), est marquée par l'importance des territoires agricoles (64,5 % en 2018), en diminution par rapport à 1990 (65,7 %). La répartition détaillée en 2018 est la suivante : 
terres arables (50 %), forêts (21,7 %), prairies (14,5 %), zones urbanisées (13,8 %). L'évolution de l’occupation des sols de la commune et de ses infrastructures peut être observée sur les différentes représentations cartographiques du territoire : la carte de Cassini (XVIIIe siècle), la carte d'état-major (1820-1866) et les cartes ou photos aériennes de l'IGN pour la période actuelle (1950 à aujourd'hui).

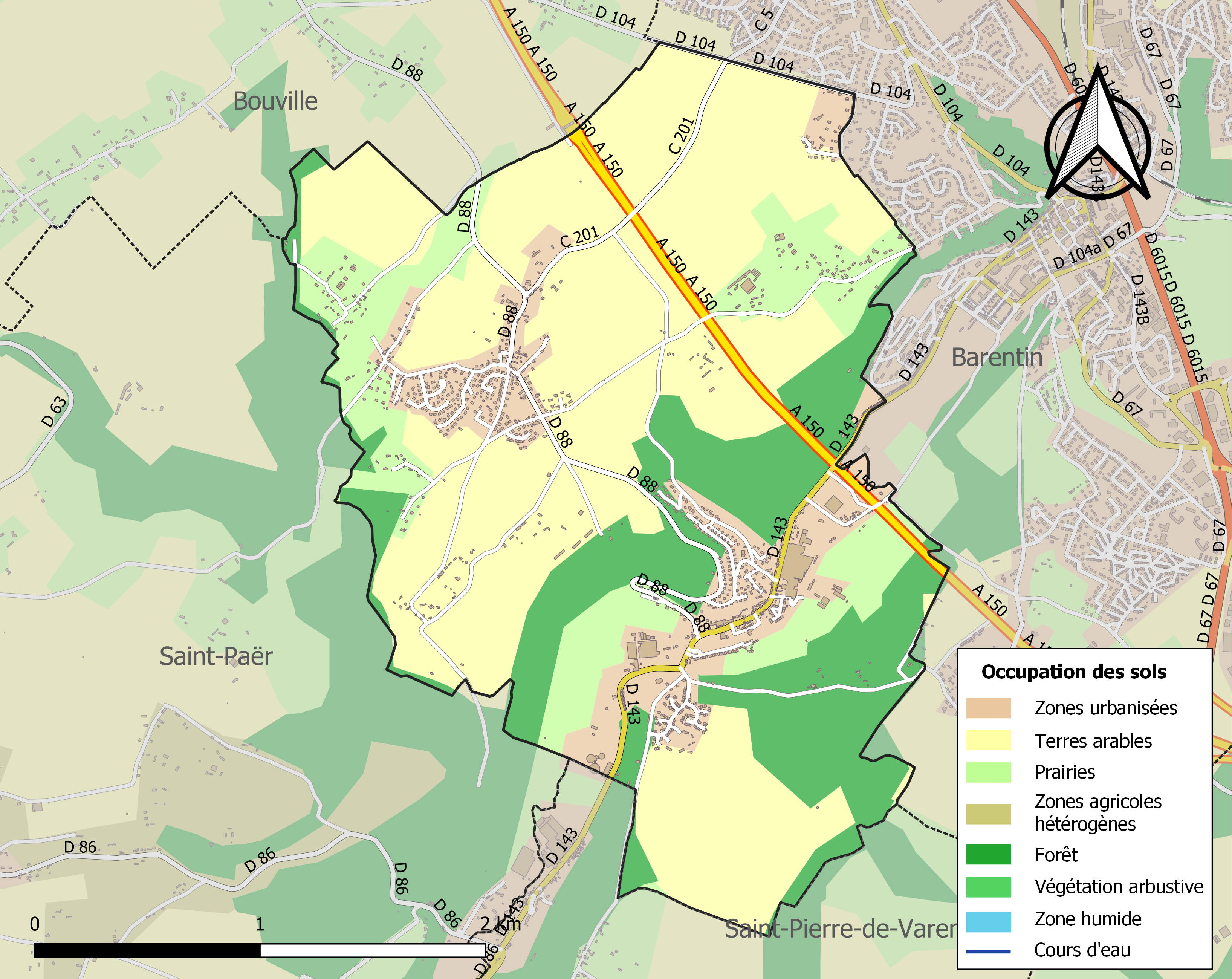
Carte des infrastructures et de l'occupation des sols de la commune en 2018 (CLC).

### Voies de communication et transports
La commune de la vallée de l'Austreberthe est dominée par  le viaduc de l’Austreberthe ouvrage majeur de 480 m du prolongement concédé de l'autoroute A150 entre Barentin et Yvetot entrée en service début février 2015.
Un échangeur de cette autoroute donne un accès aisé à Villers-Écalles.

## Toponymie
Villers, attesté sous une forme latinisée Villaris vers 1023, d’après le bas-latin villare, domaine. Jadis « Villers-Chambellan », en usage jusqu'à la Révolution française, car les seigneurs de Tancarville qui le tenaient en fief, avaient la charge de chambellans héréditaires du duc de Normandie.
Écalles, Escalis (XIIe siècle) de skáli, terme norrois ou de scala son équivalent vieil-anglais, signifiant habitation secondaire, à l'accusatif pluriel. cf. Scales, Grande-Bretagne et Escalles (Pas-de-Calais). Jadis Escalles-sur-Villers.
Les deux anciennes communes ont fusionné.

## Histoire
En 1831 fusionnent les deux communes de Villers-Chambellan dans la vallée et d’Écalles-sur-Villers sur le plateau ; la première porta provisoirement, au cours de la Révolution française, le nom de Villers-sous-Barentin.
Au XIXe siècle, des manufactures de textile s'installent dans la vallée de l'Austreberthe. L'une de ces usines est occupée par la société Burroughs puis Unisys à la fin du siècle dernier.
La commune a disposé d'une gare sur la ligne de Barentin à Caudebec-en-Caux, qui a fonctionné de juin 1881 à 1949, facilitant les déplacements des habitants et le développement des industries locales.

## Politique et administration

### Liste des maires
| Période                                  | Période                    | Identité            | Étiquette | Qualité                                               |
| ---------------------------------------- | -------------------------- | ------------------- | --------- | ----------------------------------------------------- |
| Les données manquantes sont à compléter. |                            |                     |           |                                                       |
| 1852                                     |                            | J. Baudry           |           |                                                       |
|                                          | 30 mars 1925               | Jean Prévost        |           | Industriel                                            |
| 1925                                     | 1934                       | Gaston Rouse        |           |                                                       |
| 1934                                     | 1936                       | Henri Hautot        |           |                                                       |
| Les données manquantes sont à compléter. |                            |                     |           |                                                       |
| 1945                                     | 1975                       | Georges Leroux      |           |                                                       |
| 1975                                     | 1980                       | Pierre Bodin        |           | Professeur Démissionnaire                             |
| 1980                                     | 1989                       | Albert Bourdeau     | DVG       | Retraité agricole                                     |
| 1989                                     | 2001                       | Albert Coeugniet    |           | Employé de la DDE                                     |
| 2001                                     | En cours (au 10 août 2020) | Jean-Christophe Emo |           | Professeur des écoles Réélu pour le mandat 2020-2026, |

### Jumelages
- Beelen (Allemagne) depuis 1988[22].

## Population et société

### Démographie
L'évolution du nombre d'habitants est connue à travers les recensements de la population effectués dans la commune depuis 1793. Pour les communes de moins de 10 000 habitants, une enquête de recensement portant sur toute la population est réalisée tous les cinq ans, les populations de référence des années intermédiaires étant quant à elles estimées par interpolation ou extrapolation. Pour la commune, le premier recensement exhaustif entrant dans le cadre du nouveau dispositif a été réalisé en 2007.

En 2022, la commune comptait 1 716 habitants, en évolution de −3,21 % par rapport à 2016 (Seine-Maritime : +0,35 %, France hors Mayotte : +2,11 %).
| 1793 | 1800 | 1806 | 1821 | 1831 | 1836 | 1841 | 1846 | 1851 |
| ---- | ---- | ---- | ---- | ---- | ---- | ---- | ---- | ---- |
| 305  | 360  | 345  | 266  | 159  | 513  | 567  | 822  | 771  |

| 1856 | 1861 | 1866 | 1872 | 1876 | 1881 | 1886 | 1891 | 1896 |
| ---- | ---- | ---- | ---- | ---- | ---- | ---- | ---- | ---- |
| 771  | 796  | 826  | 760  | 820  | 815  | 894  | 888  | 938  |

| 1901 | 1906 | 1911  | 1921  | 1926 | 1931 | 1936 | 1946 | 1954 |
| ---- | ---- | ----- | ----- | ---- | ---- | ---- | ---- | ---- |
| 986  | 940  | 1 021 | 1 008 | 897  | 943  | 862  | 852  | 846  |

| 1962 | 1968  | 1975  | 1982  | 1990  | 1999  | 2006  | 2007  | 2012  |
| ---- | ----- | ----- | ----- | ----- | ----- | ----- | ----- | ----- |
| 821  | 1 035 | 1 164 | 1 693 | 1 777 | 1 781 | 1 819 | 1 824 | 1 792 |

| 2017  | 2022  | - | - | - | - | - | - | - |
| ----- | ----- | - | - | - | - | - | - | - |
| 1 768 | 1 716 | - | - | - | - | - | - | - |

## Économie

### Entreprises et commerces
Ferrero a installé sa fabrique de Nutella et de Kinder Bueno dans ce village. En 1959, Ferrero s'implante en France en rachetant par sa filiale Dulcea SA l'ancienne usine textile Prevost & Grenier située à Villers-Écalles. La production débute en 1960 avec des Mon Chéri. Elle produit un quart de la production mondiale de Nutella, la pâte à tartiner composée à 56,3% de sucre et à 30,9% de matière grasse, avec 800 000 pots par jour en 2013 et 600 000 en 2019.
Il s'agit de la plus grosse usine de production de Nutella au monde du groupe Ferrero qui compte un total 22 sites de production et plus de 30 000 employés.

## Culture locale et patrimoine

### Lieux et monuments
- Église Saint-Jean-Baptiste.
- Monument aux morts (1922)[29]

## Pour approfondir